# Atherosperma moschatum
Atherosperma moschatum – gatunek drzew z monotypowego rodzaju oboczek Atherosperma z rodziny oboczkowatych Atherospermataceae. Występuje we wschodniej i południowo-wschodniej Australii w stanach: Queensland, Wiktoria, Nowa Południowa Walia oraz Tasmania. Rośnie w wilgotnych i osłoniętych miejscach w lasach strefy umiarkowanej ze znaczącym udziałem bukanów Nothofagus i Elaeocarpus holopetalus. Na pniach i konarach oboczka rozwija się kilkadziesiąt gatunków porostów.
Gatunek uprawiany jest jako ozdobne, zimozielone drzewo w zachodniej Europie na obszarach pod wpływem łagodnego i wilgotnego klimatu oceanicznego. Silnie aromatyczna kora używana jest do sporządzania naparów na Tasmanii, pijanych podobnie jak herbata. Według niektórych źródeł może to być szkodliwe ze względu na obecność w korze składników rakotwórczych. Drewno bardzo jasne i sprężyste służy m.in. do wyrobu klamerek i zabawek. 

## Morfologia
PokrójDrzewa osiągające do 25–30 m wysokości, z wznoszącymi się konarami, szybko rosnące.
LiścieZimozielone, naprzeciwległe, pojedyncze. Blaszka liściowa o długości od 5 do 10 cm, z wierzchu matowo ciemnozielona, od spodu sina, na brzegu z kilkoma ostrymi ząbkami.
KwiatyJednopłciowe, rozwijają się jesienią i zimą, są słabo pachnące. Wyrastają pojedynczo wśród liści i osiągają ok. 1–2,5 cm średnicy. Listki zewnętrznego okółka okwiatu są 2, podczas gdy wewnętrzny okółek składa się z 8–10 białych listków, gęsto, przylegająco owłosionych w kwiatach żeńskich. Pręcików jest od 10 do 18, mają wydłużony łącznik między workami pyłkowymi i płodne są tylko w kwiatach męskich, w żeńskich wykształcone są jako prątniczki. Słupki zbudowane są z wolnych owocolistków.
OwoceJednonasienne, rozwijające się z poszczególnych zalążni.